# Metzgeria lechleri
Metzgeria lechleri là một loài Rêu trong họ Metzgeriaceae. Loài này được Stephani mô tả khoa học đầu tiên..